# Kirkkojärvi
Kirkkojärvi este o arie protejată (arie de protecție specială avifaunistică — SPA) din Finlanda întinsă pe o suprafață de 249 ha, integral pe uscat.

## Localizare
Centrul sitului Kirkkojärvi este situat la coordonatele 60°34′55″N 27°12′13″E / 60.5819°N 27.2036°E.

## Înființare
Situl Kirkkojärvi a fost declarat arie de protecție specială avifaunistică în august 1998 pentru a proteja 46 de specii de animale.

## Biodiversitate
Situată în ecoregiunea boreală, aria protejată nu include niciun habitat protejat.
La baza desemnării sitului se află mai multe specii protejate de  păsări (46): lăcar mare (Acrocephalus arundinaceus), rață sulițar (Anas acuta), gâscă de semănătură (Anser fabalis), fâsă roșiatică (Anthus cervinus), stârc cenușiu (Ardea cinerea), ciuf de câmp (Asio flammeus), rață-cu-cap-castaniu (Aythya ferina), rața moțată (Aythya fuligula), buhai de baltă (Botaurus stellaris), buha (Bubo bubo), bătăuș (Calidris pugnax), caprimulg (Caprimulgus europaeus), erete de stuf (Circus aeruginosus), erete vânăt (Circus cyaneus), erete cenușiu (Circus pygargus), cristeiul de câmp (Crex crex), gușă vânătă (Cyanecula svecica), Cygnus columbianus bewickii, lebădă de iarnă (Cygnus cygnus), ciocănitoare neagră (Dryocopus martius), șoim de iarnă (Falco columbarius), Gallinago media, găinușă de baltă (Gallinula chloropus), cocor (Grus grus), Hydrocoloeus minutus, sfrâncioc roșiatic (Lanius collurio), pescăruș râzător (Larus ridibundus), Linaria flavirostris, becațină mică (Lymnocryptes minimus), rață pestriță (Mareca strepera), gaia neagră (Milvus migrans), codobatura galbenă (Motacilla flava), pietrar sur (Oenanthe oenanthe), vultur pescar (Pandion haliaetus), notatița cu ciocul subțire (Phalaropus lobatus), ciocănitoare verzuie (Picus canus), corcodel-urechiat (Podiceps auritus), cresteț pestriț (Porzana porzana), Spatula clypeata, rață cârâitoare (Spatula querquedula), chiră de baltă (Sterna hirundo), chiră mică (Sternula albifrons), fluierar negru (Tringa erythropus), fluierar de mlaștină (Tringa glareola), fluierarul cu picioare roșii (Tringa totanus), Zapornia parva.
Pe lângă speciile protejate, pe teritoriul sitului au mai fost identificate 8 specii de plante, 71 de specii de păsări, 1 specie de amfibieni, 20 de specii de nevertebrate.